# 莱叙利斯
莱叙利斯（法語：Les Ulis，發音：[lez‿ylis] ⓘ），法国中北部城市，法兰西岛大区埃松省的一个市镇，隶属于帕莱索区，其市镇面积为5.18平方公里，2022年1月1日时人口数量为25,633人，在法国城市中排名第363位。
莱叙利斯位于埃松省西北部，舍夫勒斯谷南侧。该市成立于1977年2月17日，由与之相邻的伊韦特河畔比尔和奥赛两个市镇的部分区域合并组成。莱叙利斯是这一区域重要的集中式居民住宅区，其境内的建筑大多建于20世纪60年代末。前法国国家男子足球队队员蒂埃里·亨利出生于莱叙利斯。

## 地名

### 汉语翻译
由于“Les Ulis”一名含有冠词，同时还存在联诵、末尾字母s发音等较为特殊的用法，在各翻译标准之间存在差异的情况下，Les Ulis有多种不同的汉语译名，包括“莱于利”、“于利斯”、“雷祖里”等。

## 历史

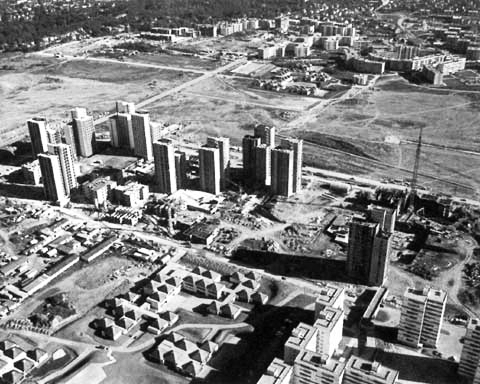
正在建设中的莱叙利斯（1977年）

莱叙利斯成立于1977年2月17日，由伊韦特河畔比尔和奥赛两个市镇的部分区域合并组成。
莱叙利斯所处区域历史上长期为农业区，其附近有大片天然森林分布。1927年，途径此地的西环线－沙特尔铁路建成运行，但二战爆发后即停运，部分路段改为公路。直至20世纪50年代，莱叙利斯尚为一个普通村落。自20世纪60年代起，莱叙利斯所处的舍夫勒斯谷被开发为集中式住宅区，由此兴建了交通（公路）、学校、商业、发电站等设施。1964年3月13日，比尔-奥赛城市地区（district urbain de Bures-Orsay）成立，其核心区域即为莱叙利斯。1966年7月，首批居民区建成入住。1973年，莱叙利斯二号商业中心建成。1977年，莱叙利斯正式成立。
由于莱叙利斯的成立使得伊韦特河畔比尔和奥赛丧失了大量人口和土地，后两者的市政官员曾公开表达过不满，其中奥赛市政府曾切断了该市蒙代图尔（Mondétour）街区与莱叙利斯相连的道路，以阻止奥赛居民前往莱叙利斯商业中心。

## 地理

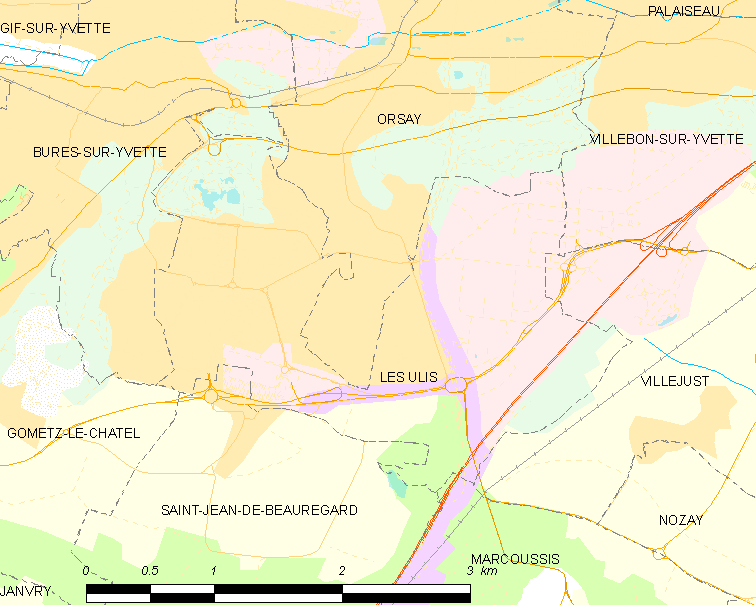
莱叙利斯市镇范围地图

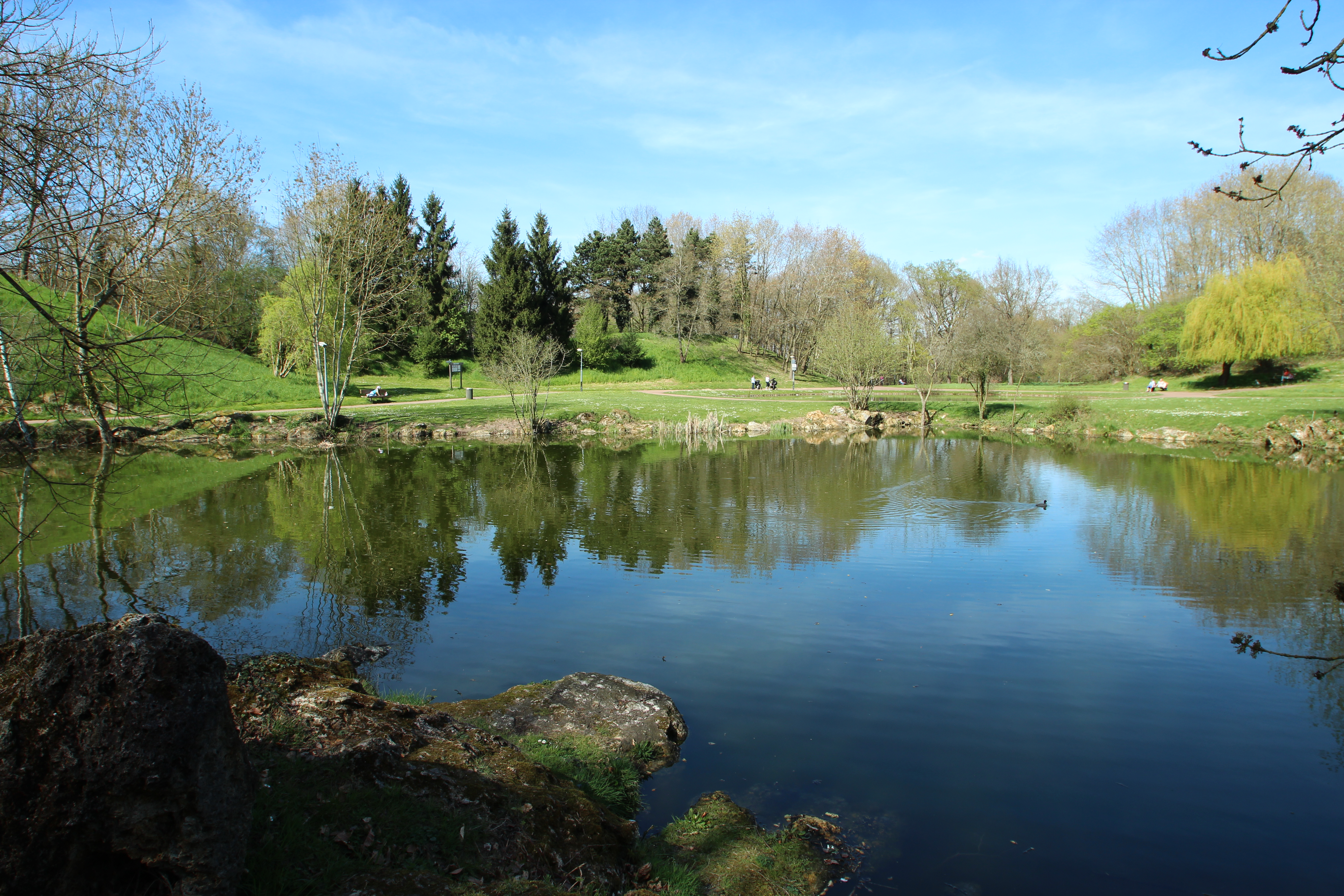
北部公园内的一处水塘

莱叙利斯位于法国中北部，法兰西岛大区中南部和埃松省西北部，距离省会埃夫里-库尔库罗讷大约28公里。其市区以U形布置，长约3公里，宽约2公里，占地680公顷。建筑物占据超过65％的面积，半乡村环境占17％，乡村或公共绿地占16％。法国国家地理学会给出莱叙利斯中心坐标为48°40'58"N，02°09'55"E。与莱叙利斯接壤的市镇包括：奥赛、圣让德博尔加尔、伊韦特河畔比尔、戈梅斯勒沙泰勒、马尔库西、伊韦特河畔维勒邦和维勒瑞斯特。

### 地形
莱叙利斯位于舍夫勒斯谷南部的一处斜面，境内以丘陵为主，地势自北向南略有抬升，东部街区较为平坦，全境海拔在87到170米之间。

### 水文
莱叙利斯属于塞纳河流域，鲁永溪流经市镇范围北部，除此之外莱叙利斯境内无大型天然径流。

### 植被
莱叙利斯属于温带阔叶混交林区，林地广泛分布于市区北部，其中部分区域被开辟为莱叙利斯北部公园（Parc Nord Les Ulis）。此外莱叙利斯的核心地段还建有城市公园（Parc urbain），常年免费向公众开放。
在鲜花城市的评比中，莱叙利斯被评为3星级鲜花城市。

### 气候
莱叙利斯在柯本气候分类法中属于温带海洋性气候。
距离莱叙利斯最近的气象站位于戈梅斯勒沙泰勒境内，以下为该气象站的数据（其中日照数据取自巴黎-奥利机场）：
| 戈梅斯勒沙泰勒1981年－2019年 | 戈梅斯勒沙泰勒1981年－2019年 | 戈梅斯勒沙泰勒1981年－2019年 | 戈梅斯勒沙泰勒1981年－2019年 | 戈梅斯勒沙泰勒1981年－2019年 | 戈梅斯勒沙泰勒1981年－2019年 | 戈梅斯勒沙泰勒1981年－2019年 | 戈梅斯勒沙泰勒1981年－2019年 | 戈梅斯勒沙泰勒1981年－2019年 | 戈梅斯勒沙泰勒1981年－2019年 | 戈梅斯勒沙泰勒1981年－2019年 | 戈梅斯勒沙泰勒1981年－2019年 | 戈梅斯勒沙泰勒1981年－2019年 | 戈梅斯勒沙泰勒1981年－2019年 |
| 月份                         | 1月                          | 2月                          | 3月                          | 4月                          | 5月                          | 6月                          | 7月                          | 8月                          | 9月                          | 10月                         | 11月                         | 12月                         | 全年                         |
| ---------------------------- | ---------------------------- | ---------------------------- | ---------------------------- | ---------------------------- | ---------------------------- | ---------------------------- | ---------------------------- | ---------------------------- | ---------------------------- | ---------------------------- | ---------------------------- | ---------------------------- | ---------------------------- |
| 历史最高温 °C（°F）          | 15.3 (59.5)                  | 18.6 (65.5)                  | 24 (75)                      | 28.1 (82.6)                  | 31.2 (88.2)                  | 36 (97)                      | 39.5 (103.1)                 | 40 (104)                     | 33.5 (92.3)                  | 29.3 (84.7)                  | 21 (70)                      | 16.8 (62.2)                  | 40 (104)                     |
| 平均高温 °C（°F）            | 6.2 (43.2)                   | 7.4 (45.3)                   | 11.4 (52.5)                  | 14.7 (58.5)                  | 18.6 (65.5)                  | 21.9 (71.4)                  | 24.6 (76.3)                  | 24.5 (76.1)                  | 20.6 (69.1)                  | 15.7 (60.3)                  | 10 (50)                      | 6.6 (43.9)                   | 15.2 (59.4)                  |
| 日均气温 °C（°F）            | 3.7 (38.7)                   | 4.2 (39.6)                   | 7.3 (45.1)                   | 9.9 (49.8)                   | 13.5 (56.3)                  | 16.6 (61.9)                  | 18.8 (65.8)                  | 18.7 (65.7)                  | 15.5 (59.9)                  | 11.7 (53.1)                  | 7 (45)                       | 4.2 (39.6)                   | 10.9 (51.6)                  |
| 平均低温 °C（°F）            | 1.1 (34.0)                   | 1.1 (34.0)                   | 3.3 (37.9)                   | 5 (41)                       | 8.5 (47.3)                   | 11.2 (52.2)                  | 13 (55)                      | 12.9 (55.2)                  | 10.3 (50.5)                  | 7.8 (46.0)                   | 4 (39)                       | 1.8 (35.2)                   | 6.7 (44.1)                   |
| 历史最低温 °C（°F）          | −19.2 (−2.6)                 | −12.8 (9.0)                  | −9.9 (14.2)                  | −4.5 (23.9)                  | −1 (30)                      | 0.8 (33.4)                   | 4.2 (39.6)                   | 4.1 (39.4)                   | 0.7 (33.3)                   | −4.9 (23.2)                  | −9 (16)                      | −13.5 (7.7)                  | −19.2 (−2.6)                 |
| 平均降水量 mm（）            | 60.4 (2.38)                  | 51.9 (2.04)                  | 56.7 (2.23)                  | 55.8 (2.20)                  | 65.5 (2.58)                  | 54 (2.1)                     | 69.7 (2.74)                  | 52.7 (2.07)                  | 53.1 (2.09)                  | 69.5 (2.74)                  | 60.6 (2.39)                  | 69.3 (2.73)                  | 719.2 (28.31)                |
| 月均日照時數                 | 43.4                         | 66.3                         | 162.6                        | 172.4                        | 165.4                        | 176.6                        | 232.1                        | 220.4                        | 193.9                        | 131.9                        | 49.1                         | 55.3                         | 1,669.4                      |
| 来源：infoclimat.fr          |                              |                              |                              |                              |                              |                              |                              |                              |                              |                              |                              |                              |                              |

## 行政区划
莱叙利斯是法国法兰西岛大区埃松省的一个市镇，编号为91692。莱叙利斯隶属于帕莱索区以及埃松省第五选区，管理莱叙利斯县，同时也是巴黎-萨克莱城市圈公共社区的组成部分。
莱叙利斯市镇被划为东部和西部两个街区，实行街区自治制度。
法国国家统计与经济研究所（简称）在进行数据统计时，将莱叙利斯及相邻的另外428个市镇设为巴黎城市核心区（2020年扩充至431个），并将包括核心区在内的周边共1,794个市镇划为巴黎城市区。自2020年起，巴黎城市区被包含1,949个市镇的巴黎城市辐射区代替。此外，还将莱叙利斯市镇分为了8个“块区”（IRIS），以便于统计人口分布情况。

## 交通

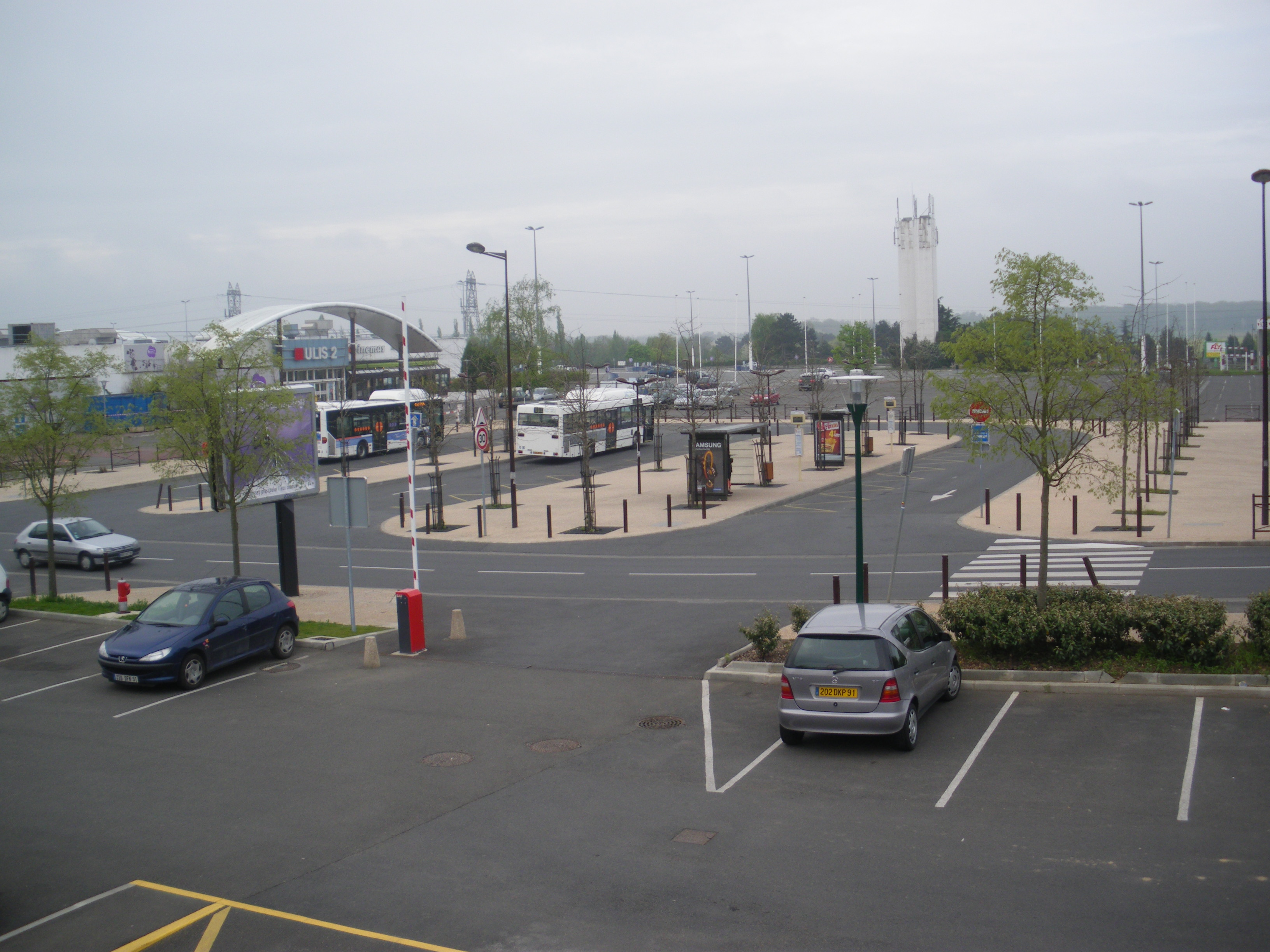
莱叙利斯2号商业中心公交站

### 公路
A10高速公路和法国国道N118线在莱叙利斯市区东南部交汇，多条埃松省省道在莱叙利斯境内交汇，其中D35线和D188线为过境快速通道。
2017年，71.4%的莱叙利斯家庭拥有至少一辆私人汽车。2019年，莱叙利斯境内共发生各类交通事故29起，造成33人受伤。

### 铁路
途径莱叙利斯的西环线－沙特尔铁路已于1939年关闭，莱叙利斯境内原址被改建为省道D188线。距离莱叙利斯最近的铁路车站为伊韦特河畔日夫站，后者为法兰西岛大区快铁B线的一个车站，位于莱叙利斯市区西北部，距离市镇边境大约500米。

### 对外交通
距离莱叙利斯最近的长途汽车站、长途铁路车站和民用航空机场分别为马西汽车站、马西TGV站和巴黎-奥利机场，距离莱叙利斯市中心的公路里程分别为11公里、12公里和23.5公里。

### 城市公共交通
| 途经莱叙利斯境内的主要公共交通线路 |              | |
| 类型                               | 运营商       | 线路 |
| 公共汽车                           | Paris Saclay | 2：快铁马西站 ↔ 莱叙利斯-市政厅 ↔ 莱叙利斯-2号商业中心 3：快铁奥赛站 ↔ 莱叙利斯-2号商业中心 4：伊韦特河畔比尔-二战胜利日 ↔ 莱叙利斯-2号商业中心 5：快铁奥赛站 ↔ 莱叙利斯-2号商业中心 8：帕莱索-裁缝 ↔ 奥赛共和国 ↔ 莱叙利斯-波斯树林 9：快铁茹伊昂若萨站 ↔ 莱叙利斯-2号商业中心 12：伊韦特河畔日夫 ↔ 莱叙利斯-2号商业中心 21：莱叙利斯-2号商业中心（区域环线） 22：快铁马西站 ↔ 维勒邦 ↔ 莱叙利斯-2号商业中心 23：快铁马西站 ↔ 维勒邦工业区 ↔ 莱叙利斯-2号商业中心 |
| 公共汽车                           | MEYER        | DM 10A：快铁奥赛站 ↔ 莱叙利斯-2号商业中心 ↔ 马尔库西 DM 10S：莱叙利斯-埃苏里约 ↔ 蒙莱里-坝底工业区 |
| 公共汽车                           | Albatrans    | 91.02：奥赛-快铁勒吉谢站 ↔ 斯泰尔讷 ↔ 杜尔当站 91.05：快铁马西站 ↔ 水塔 ↔ LFB ↔ 埃夫里-库尔库罗讷站 91.08：莱叙利斯-市政厅 ↔ 韦利济-维拉库布莱-2号商业中心 |
| 公共汽车                           | (N)          | 122：巴黎-沙特莱-大堂站 ↔ 马西-帕莱索站 ↔ 莱叙利斯-市政厅 ↔ 圣雷米莱舍夫勒斯站 |
| 1.                                 |              | |

## 政治

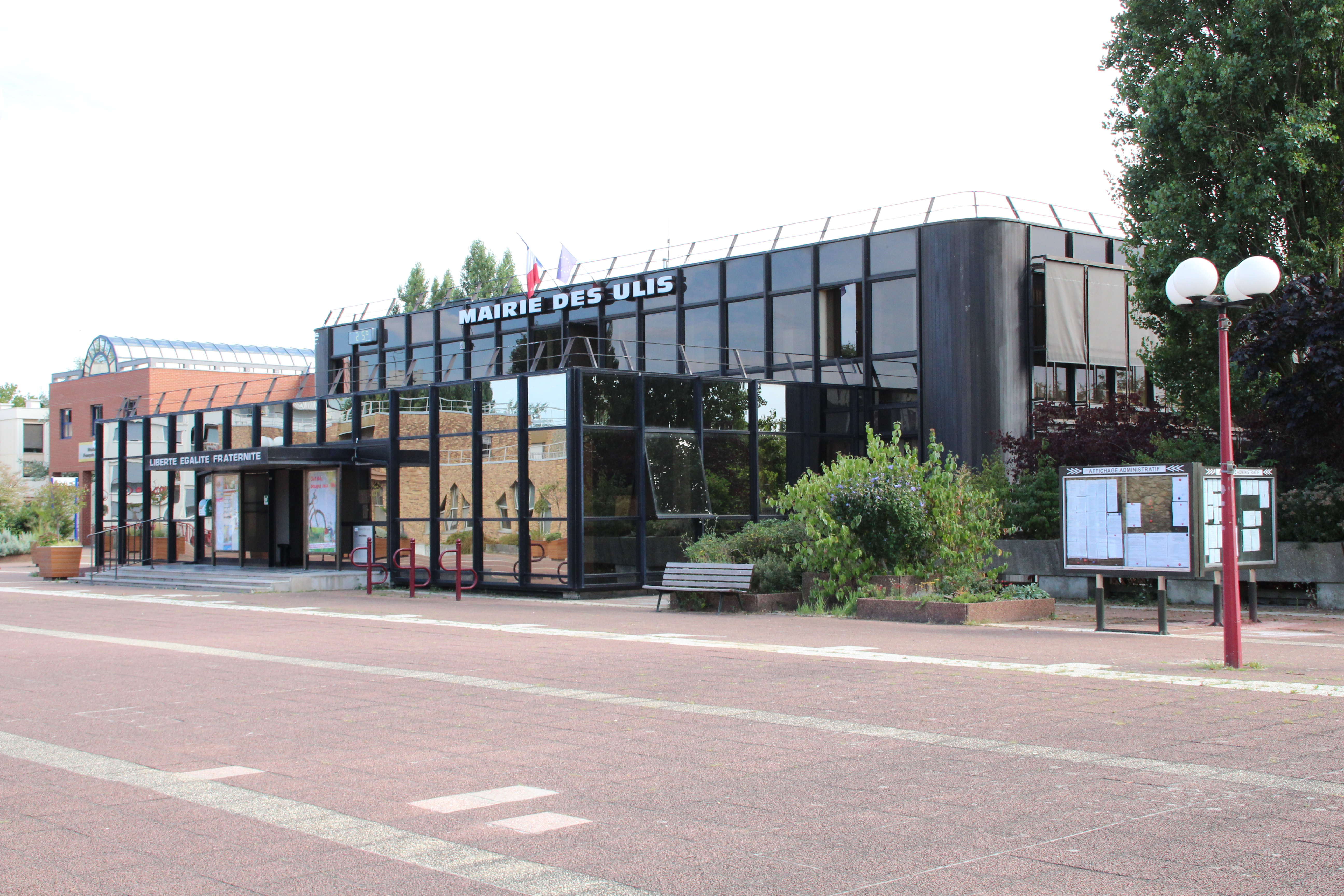
莱叙利斯市政厅

莱叙利斯的现任市长为克洛维·卡桑先生（Clovis Cassan），他是社会党的一名成员，在2020年的市政选举中获得了62.45%的支持率。
在2017年的法国总统大选中，法国第25任总统埃马纽埃尔·马克龙在莱叙利斯获得了80.81%的支持率。
| 莱叙利斯历届市长 |                                         |                             |
| 任期             | 市长                                    | 党派                        |
| 1977年－2008年   | Paul Loridant 保罗·洛里当               | PS社会党 →MRC公民與共和運動 |
| 2008年－2012年   | Maud Olivier 莫·奥利维耶                | PS社会党                    |
| 2012年－2014年   | Sonia Dahou 索妮娅·达乌                 | PS社会党                    |
| 2014年－2020年   | Françoise Marhuenda 弗朗索瓦丝·马吕昂达 | MRC公民與共和運動 →無黨籍   |
| 2020年－         | Clovis Cassan 克洛维·卡桑               | PS社会党                    |

## 人口
2018年，莱叙利斯市镇人口数量为24,764，在法国排名第363位。其中男性12,275人，女性12,933人，75岁及以上人口占3.9%，外籍人口数量为6,335人，人口密度为4,781人/平方公里，当地居民被称为（男性）或（女性）。2019年，莱叙利斯境内出生407人，死亡人口113人。
| 年份   | 1982   | 1990   | 1999   | 2006   | 2011   | 2016   | 2018   |
| ------ | ------ | ------ | ------ | ------ | ------ | ------ | ------ |
| 人口數 | 20,283 | 28,223 | 27,164 | 25,785 | 24,962 | 24,641 | 24,868 |

## 经济

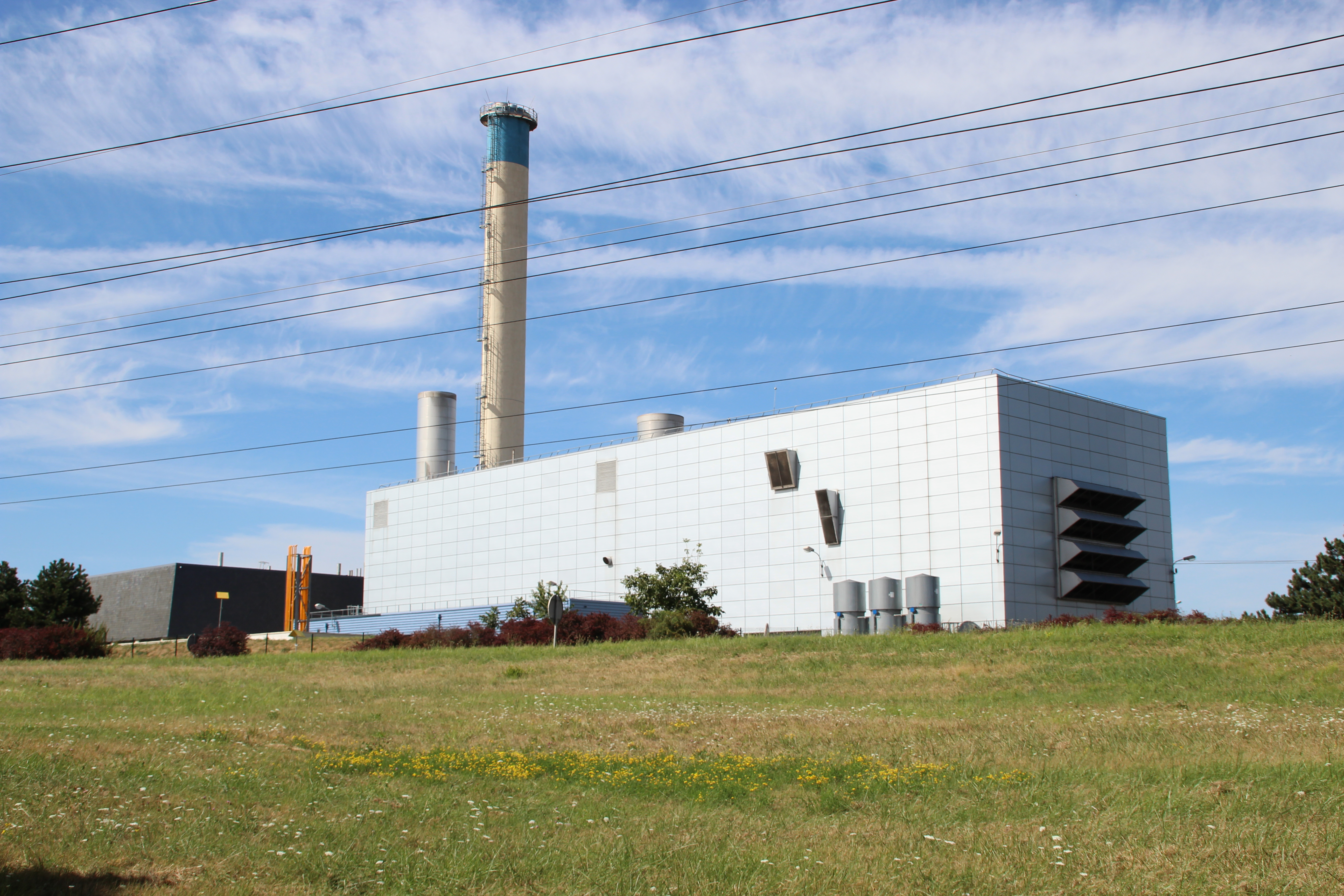
库尔塔伯夫开发区的一处仓库

莱叙利斯是一个区域性的经济中心，其市区东部的库尔塔伯夫开发区占地3.76平方公里，横跨三个市镇（莱叙利斯（主要）、伊韦特河畔维勒邦和维勒瑞斯特），是欧洲面积最大的高新技术开发区之一，约有1,200家公司和2.4万名员工，惠普和苹果等多家公司在这一地区设有法国总部。
截止2021年9月，莱叙利斯共有各类用人单位（包含自雇）2,805家，平均历史为11年，其中96.31%为中小型企业（PME）。法国生物提炼科技公司（医药）、日立轨道STS法国分布（Hitachi Rail STS France，电气）及OMNOVA Solutions（塑料制品）是当地2019年营业额最高的三个企业，分别为312,298,508欧元、233,630,468欧元和145,657,203欧元。

## 财政收入
2019年，莱叙利斯的财政收入总额为43,195,600欧元，财政支出总额为37,279,300欧元，当年的债务总额为18,249,000欧元。2021年，莱叙利斯共获得4,307,524欧元的国家财政补助，比上一年减少了0.26%。
2017年，莱叙利斯的人均月收入总额为2,159欧元，其中高级职员为3,563欧元，低于法国平均水平（4,214欧元）；中级职员为2,340欧元，低于法国平均水平（2,353欧元）；普通职员为1,701欧元，高于法国平均水平（1,690欧元）。
2017年，莱叙利斯境内的青壮年（15至64岁）失业率为15.9%，当地48.4%的家庭拥有纳税资格，平均纳税2,436欧元，低于法国平均水平（3,888欧元）。

## 社会事务

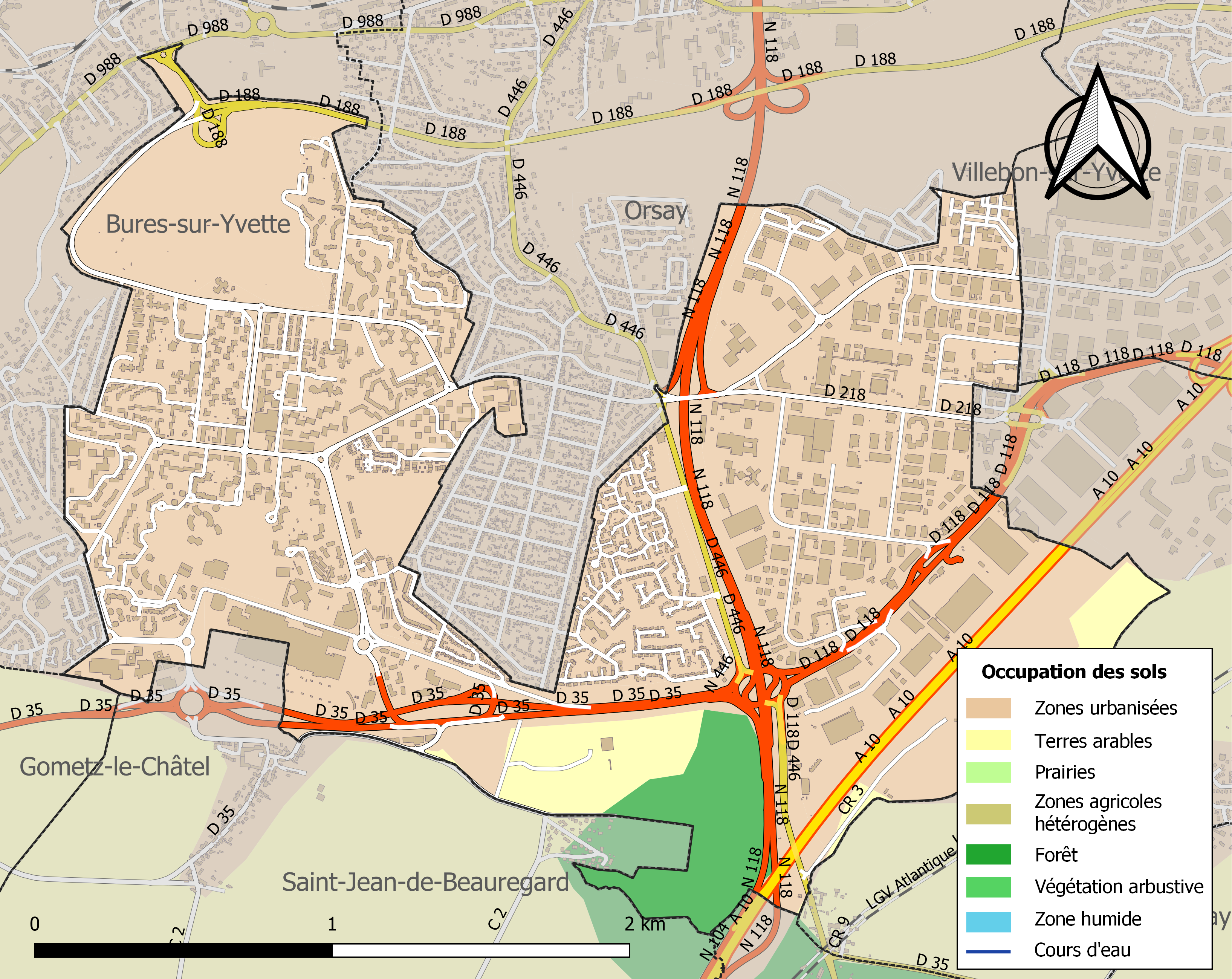
莱叙利斯土地利用情况地图

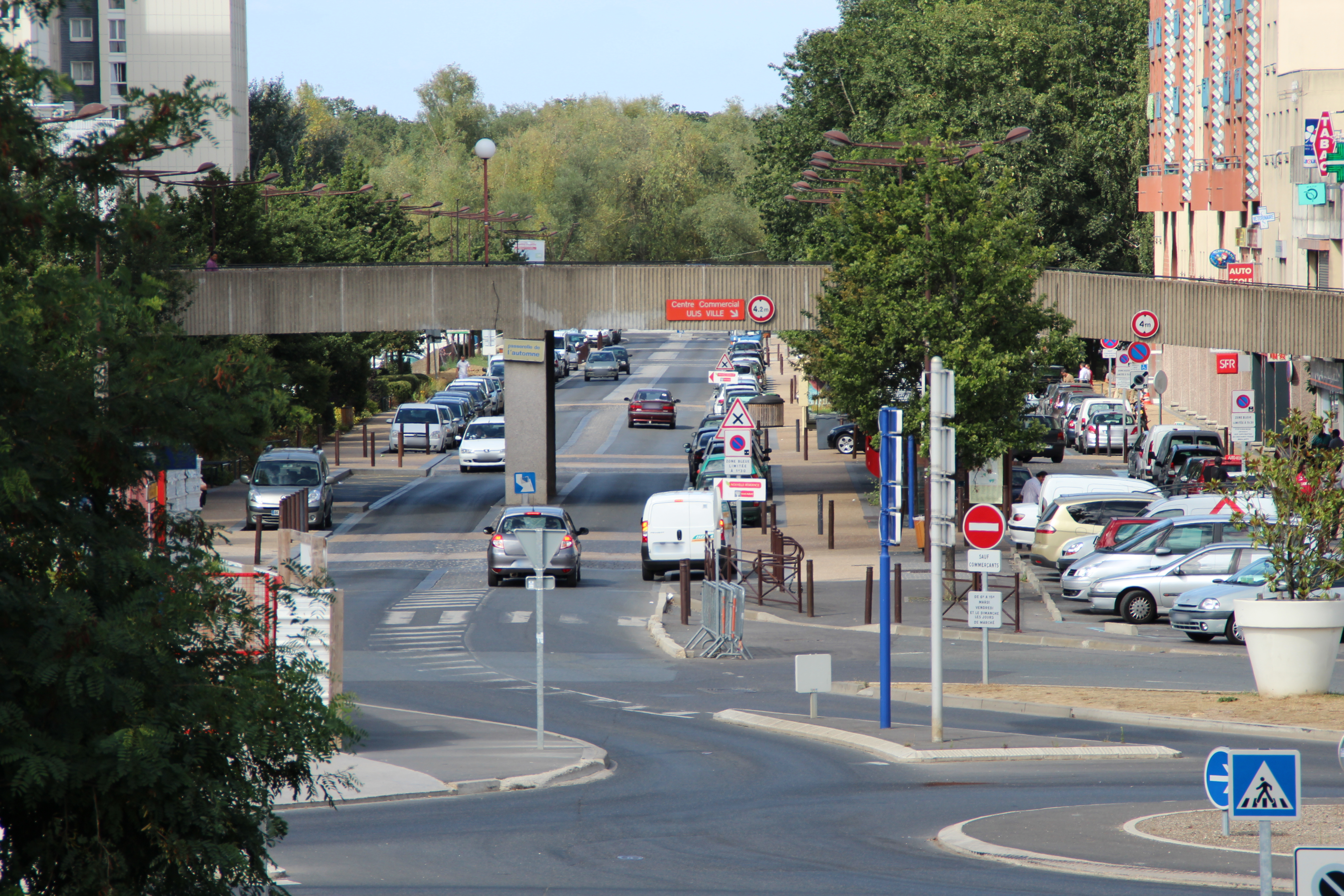
塞文山大街

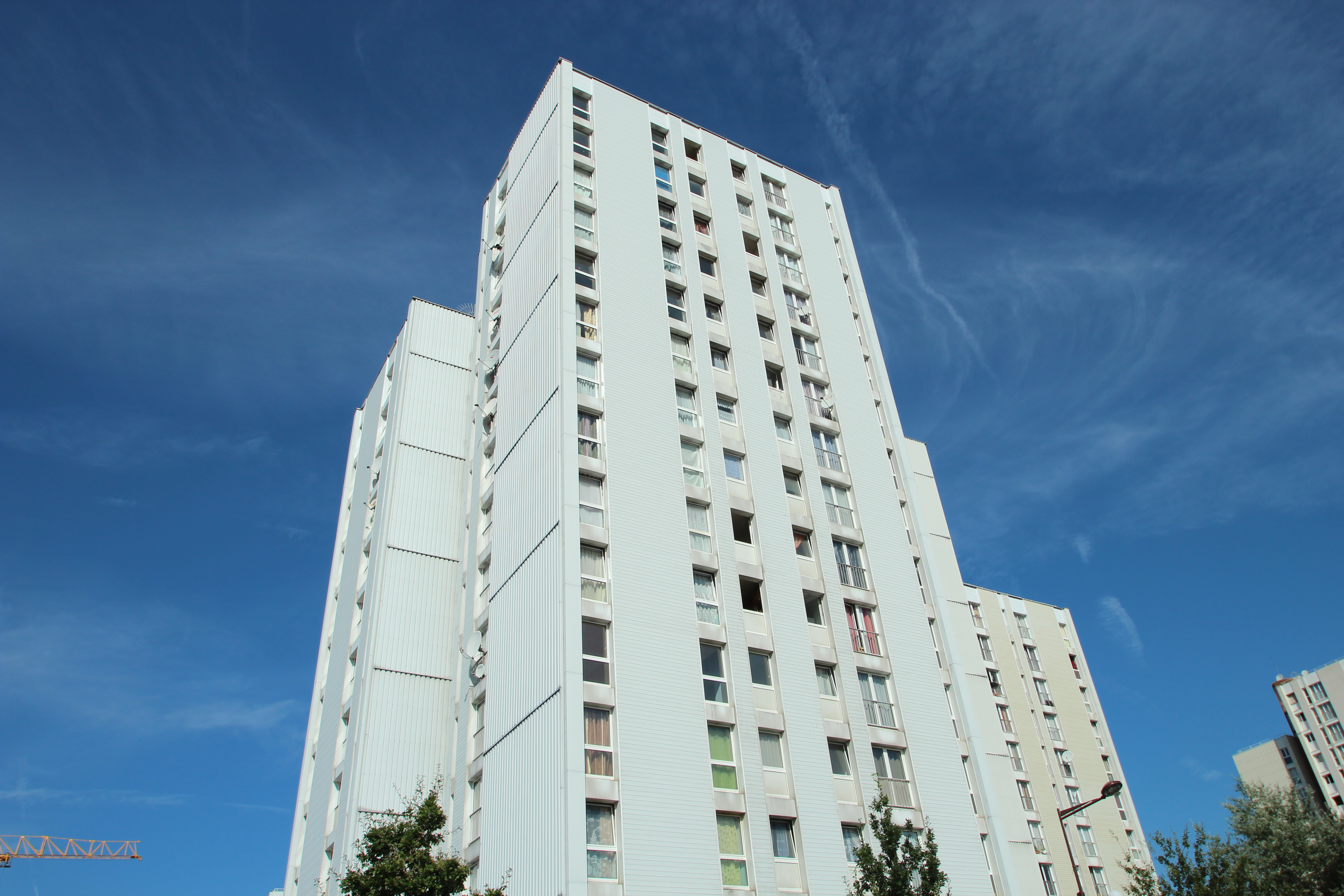
高层居民建筑

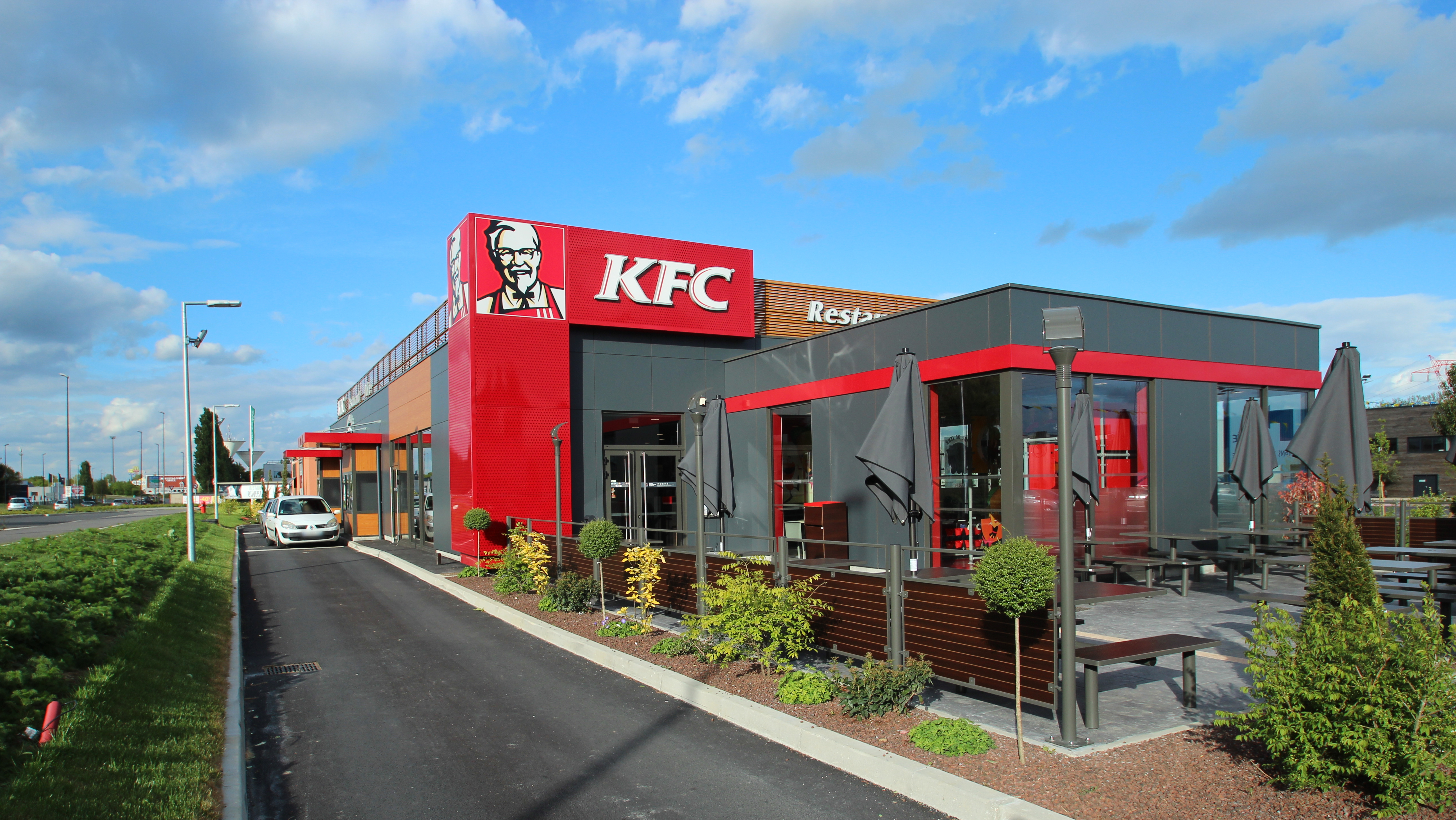
莱叙利斯境内的KFC餐厅

### 教育
莱叙利斯属于凡尔赛学区。截止2019年1月1日，莱叙利斯境内共有13所幼儿园、8所小学、2所初级中学和1所普通高中。2018至2019学年度，莱叙利斯境内共有在校中等教育阶段学生2,462名。

### 医疗
截止2019年1月1日，莱叙利斯境内共有全科医生23名、保健师10名、牙医9名、护士20名、耳科医生1名、眼科医生1名、皮肤科医生1名、助产士1名、儿科医生1名和妇科医生1名。境内共有药房9家、养老院1家、残疾人帮扶中心1家。
莱叙利斯是“北部埃松省医疗集团”（Groupe hospitalier Nord-Essonne）的服务范围，后者是法国的一个区域性医疗机构，其距离莱叙利斯市区最近的病区位于奥赛境内，设有床位185个，是该区域规模最大的公立综合性医院。

### 住房
2017年，莱叙利斯境内共有各类住房10,141套，其中6.1%为独立式居民区，93.3%为集中式居民区。常住房屋占莱叙利斯市镇范围内居民建筑总量的94.1%。
在住房保障政策方面，2017年，莱叙利斯境内共有2,652户家庭获得了住房经济补助，受益人数占总人口数量的10.5%，其中2,560份为房租补助。

### 商业
2019年，莱叙利斯境内共有各类实体商铺417家，其中餐厅57家、大型超市7家、杂货店8家、面包房6家、肉铺2家、书店1家、银行门店9家、美容美发店24家、汽车维修店23家。市区南部的Ulis 2是一个大型集中式的商业购物中心，主体超市为家乐福，另有Go Sport、C&A、Sephora等商店。

### 体育
2019年，莱叙利斯境内共有1家游泳池、5间体育馆、2座综合体育场、20处网球场、1处马术场、5处足球或橄榄球场以及3处篮球或排球场。
截至2021年9月，莱叙利斯五人制足球俱乐部（Ulis Futsal）是当地唯一的注册足球队，2021至2022赛季参加法兰西岛大区五人制足球联赛（Ligue de Paris-Île-de-France de futsal）。

### 环境
莱叙利斯的环境事务由其所属的公共社区负责。2019年，莱叙利斯境内暂无污染企业。

### 治安
2014年，莱叙利斯及附近地区共发生各类案件5,762起，其中盗窃类案件3,881起，经济类案件494起，毒品交易类案件200起。

## 文化
2019年，莱叙利斯境内共有1家剧场和1家电影院。莱叙利斯市政府提供多媒体中心，向公众全年开放。

### 建筑
莱叙利斯境内的建筑绝大部分建于20世纪60年代以后，其城市规划由建筑师罗贝尔·卡姆洛和乔治-亨利·潘居松完成。

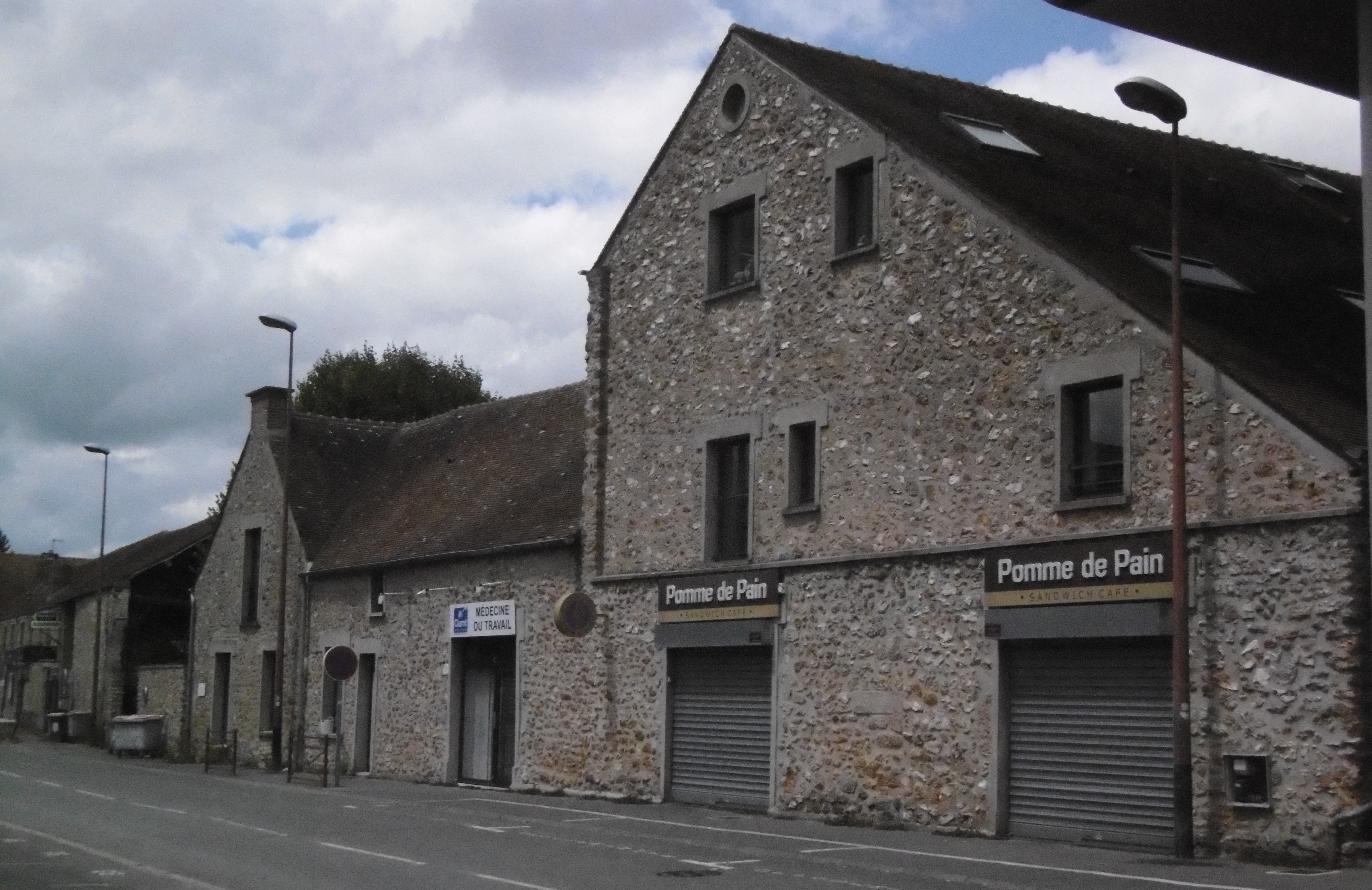
农场旧址
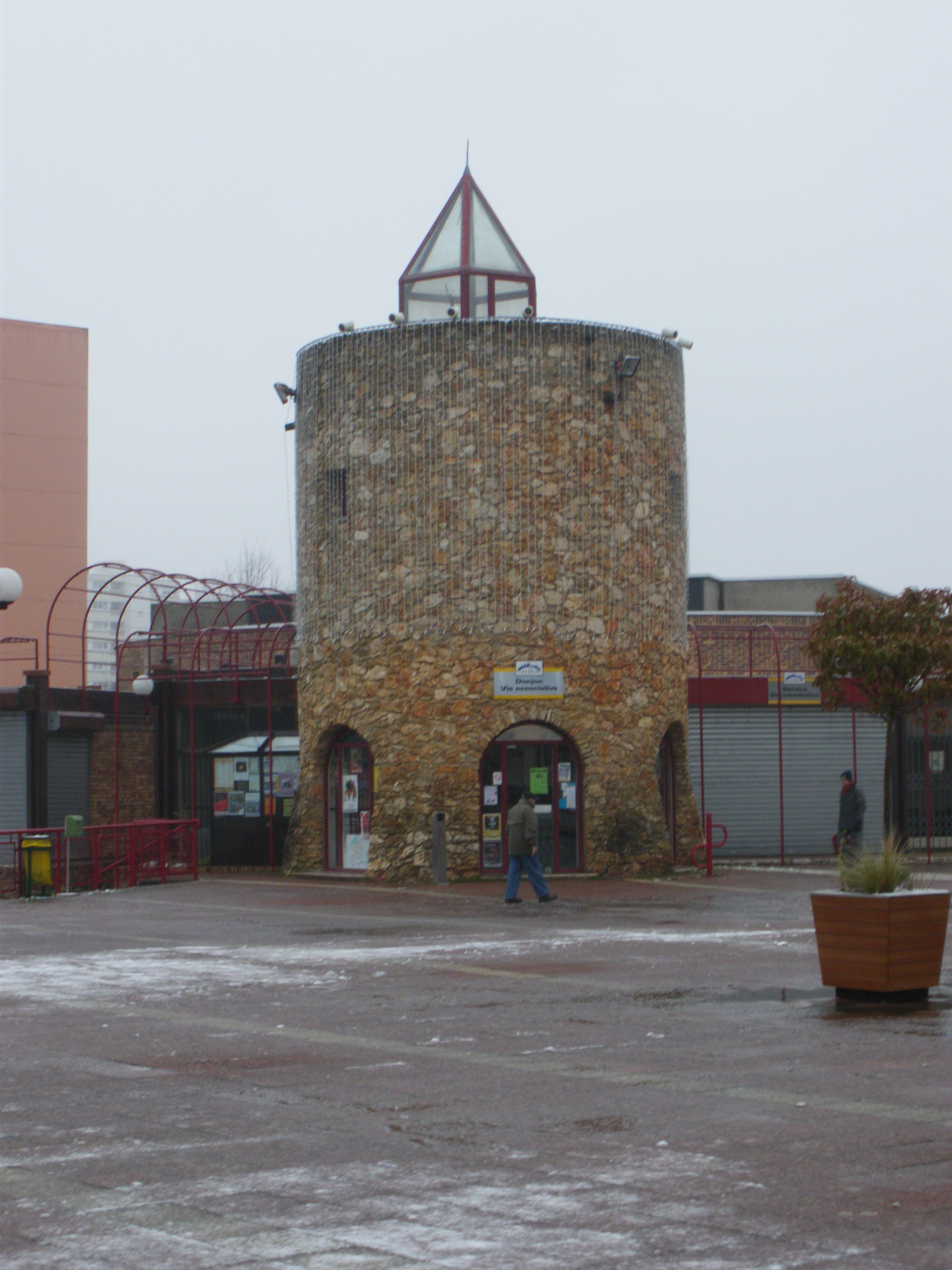
碉楼
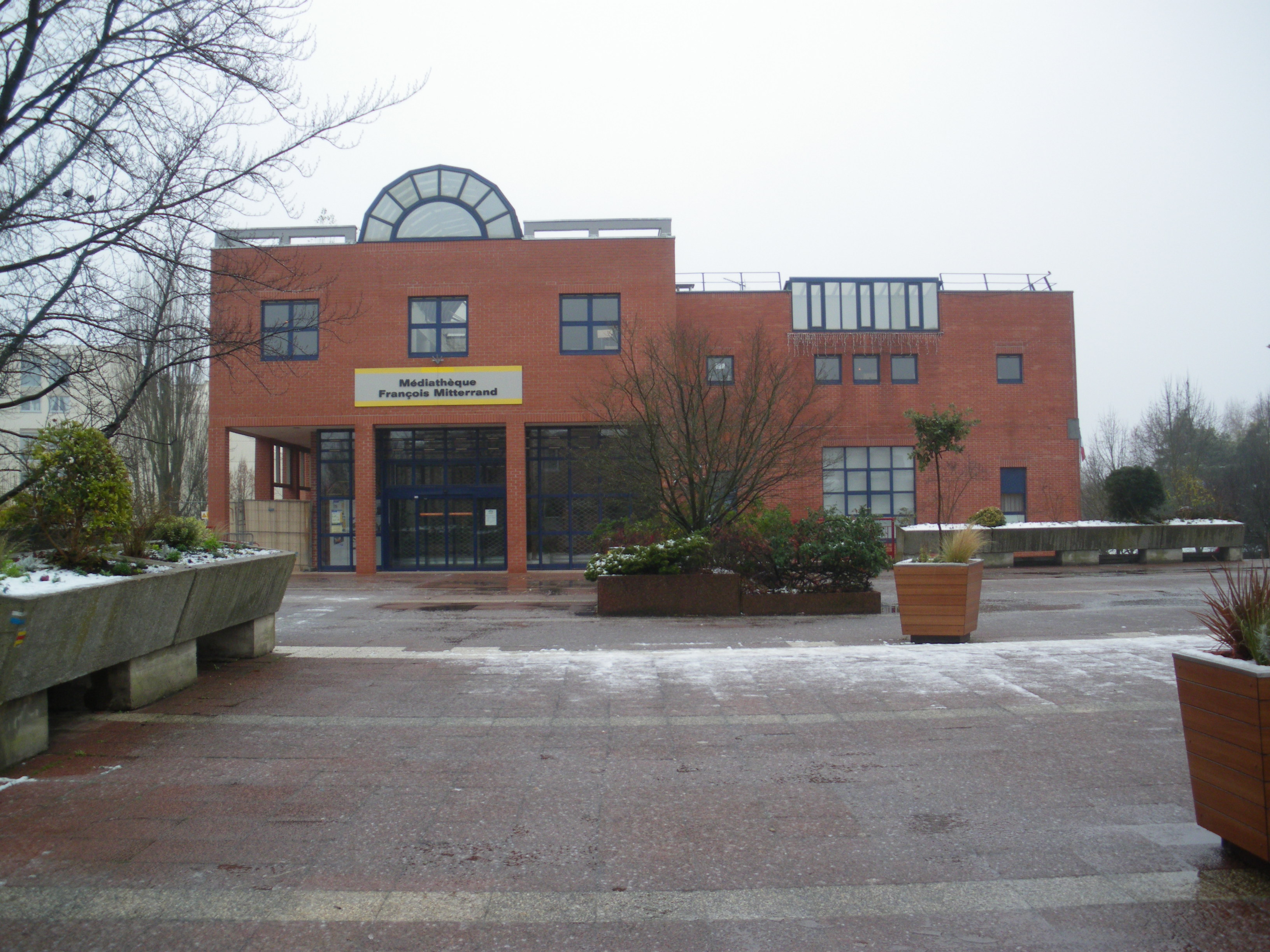
多媒体中心
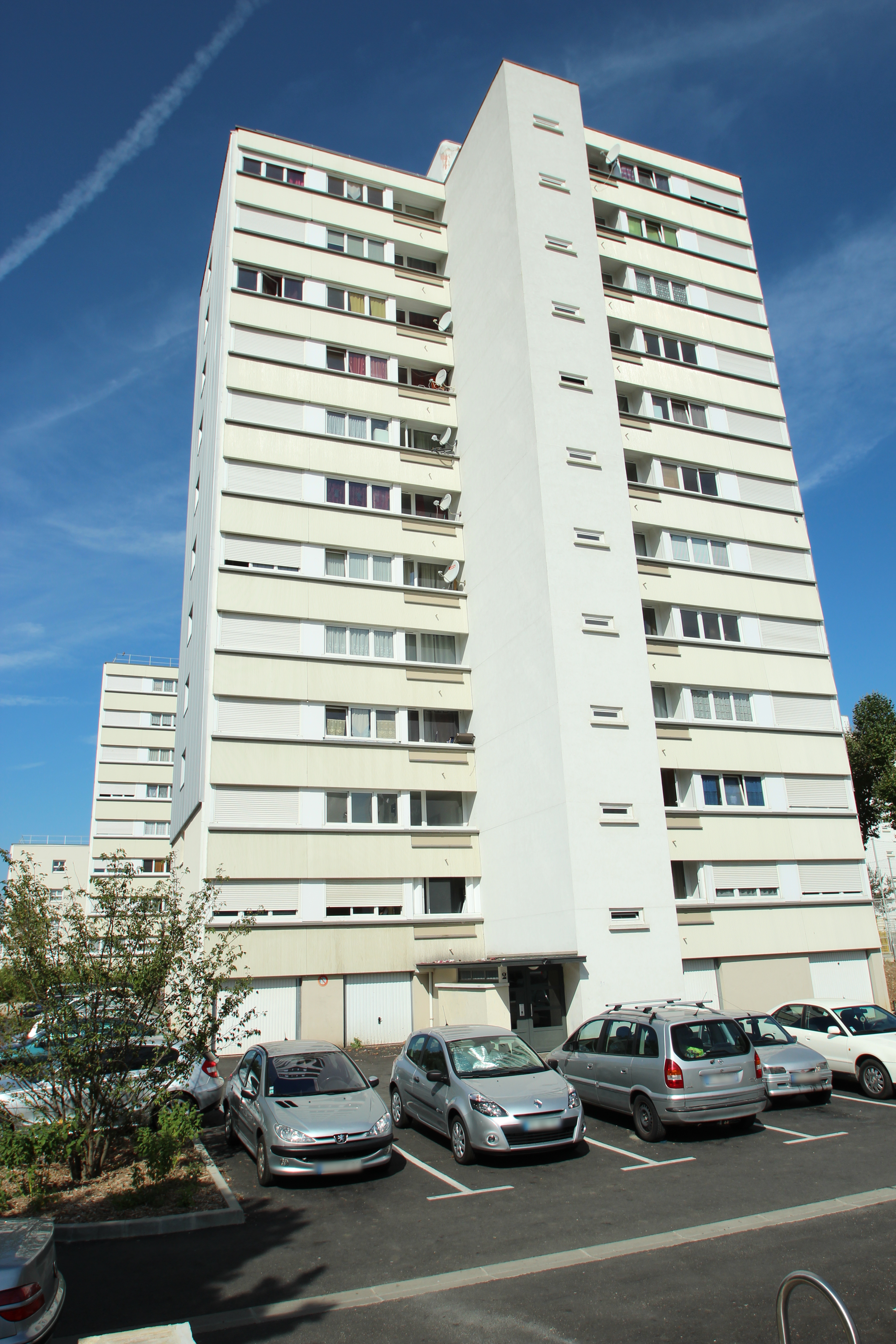
高层居民楼
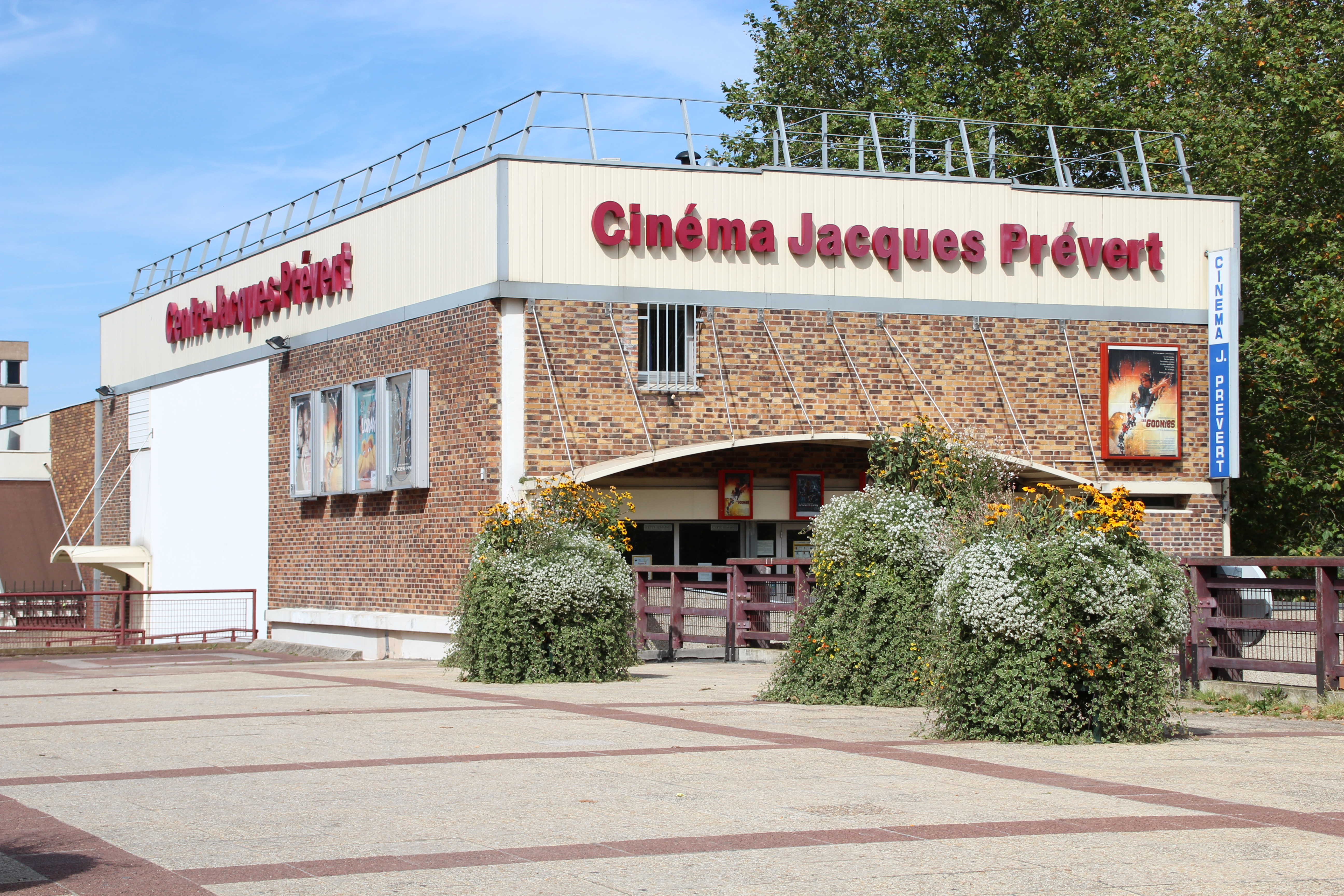
雅克·普雷韦尔电影院
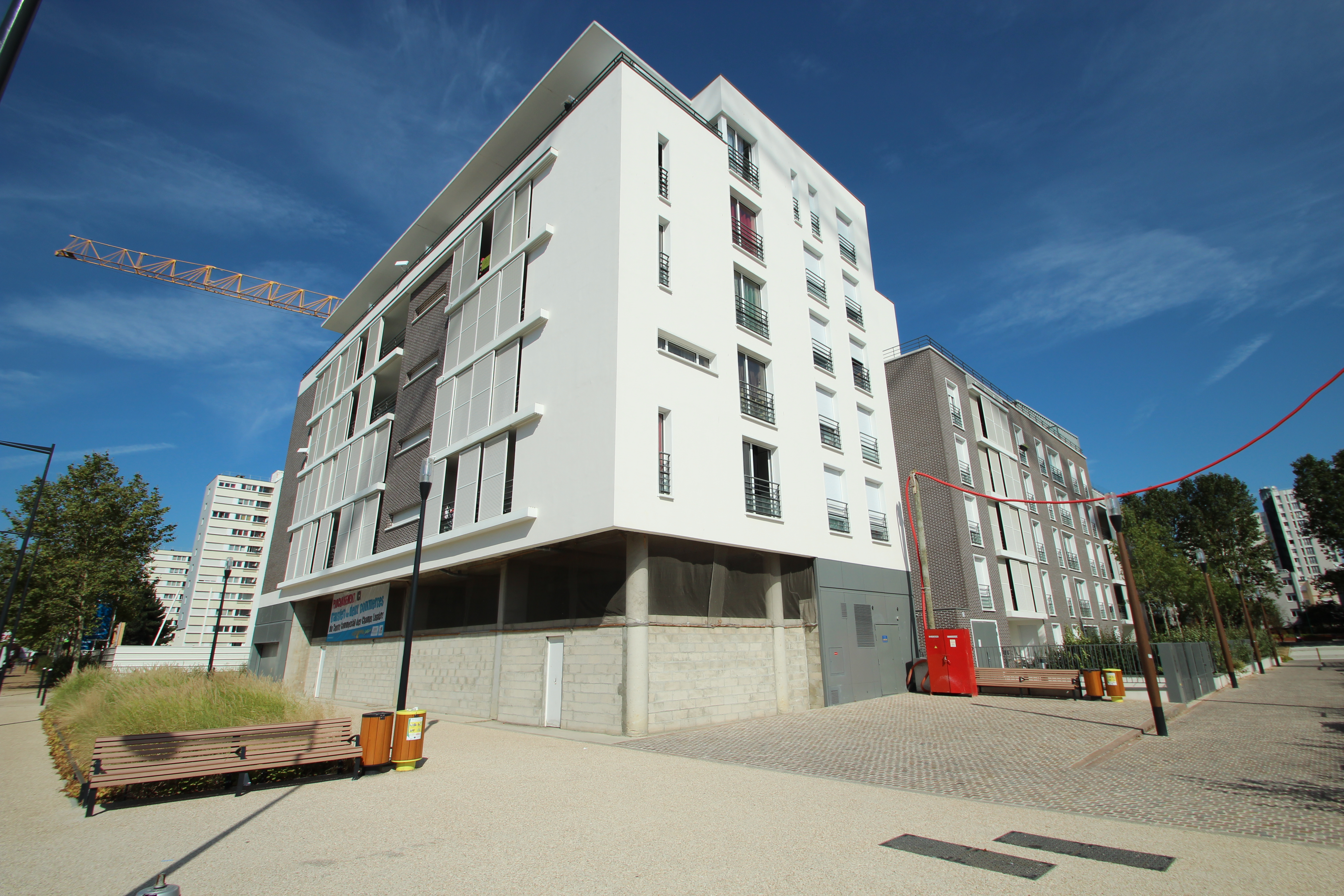
现代居民楼1
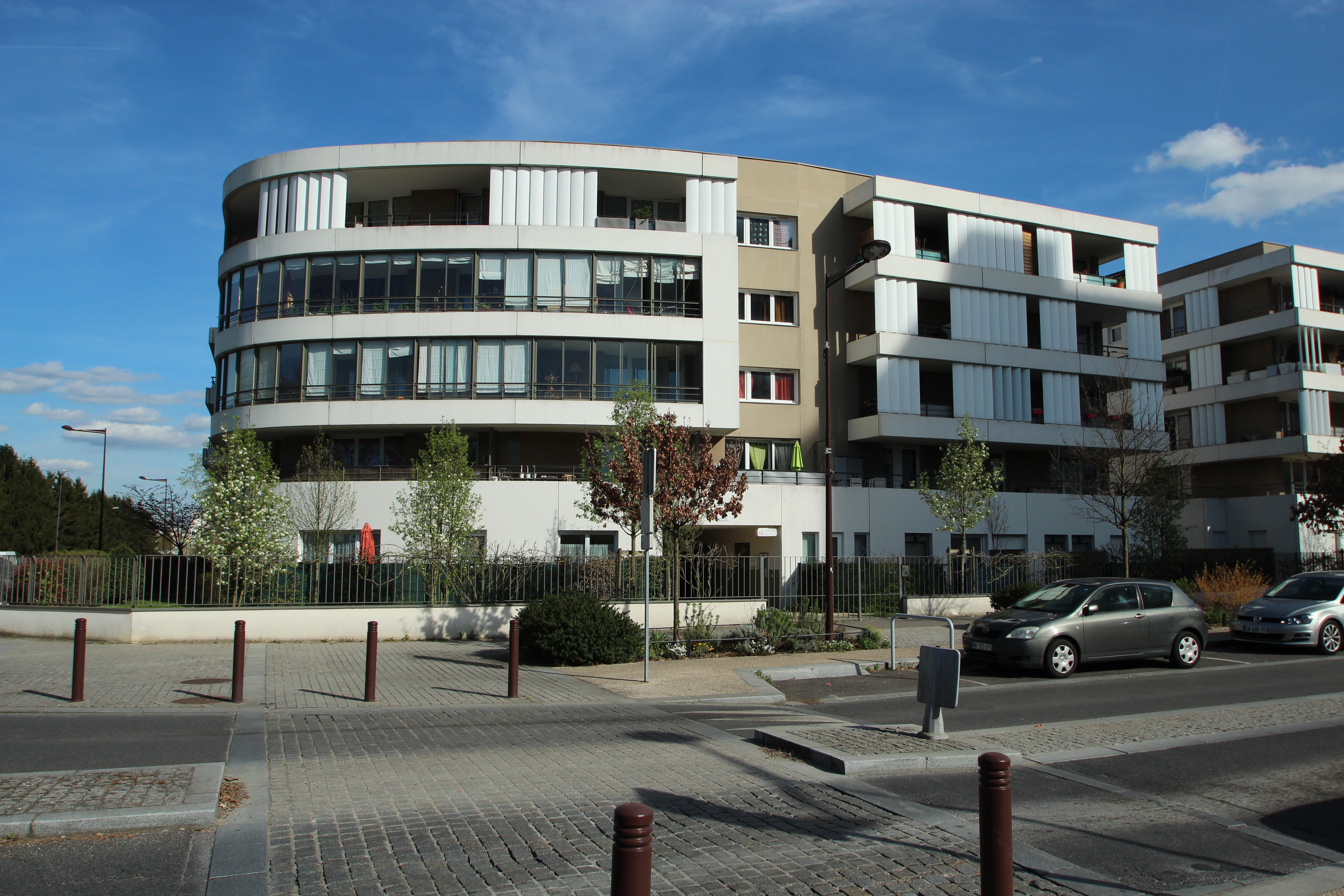
现代居民楼2

### 旅游
莱叙利斯的旅游事务由其所属的公共社区负责。2020年，莱叙利斯境内共有6家酒店共计400间房间。

### 媒体
法国主要的媒体均可在莱叙利斯接收，法国电视三台下属的法兰西岛大区频道在部分时段播出莱叙利斯所属区域的地方新闻。

## 相关人物
前法国国家男子足球队运动员蒂埃里·亨利出生于莱叙利斯并在此成长，与其经历类似的足球运动员还有吉尔贝·巴伊拉、穆萨·马雷加和特里斯坦·丁格梅。

## 友好城市
截至2021年9月，莱叙利斯共与四座城市互为友好城市关系：
- 德国 瑙姆堡
- 塞内加尔 塞久
- 英格兰 塞特福德
- 葡萄牙 萨唐